# Hundraåringen som klev ut genom fönstret och försvann
Hundraåringen som klev ut genom fönstret och försvann är en roman från 2009 av Jonas Jonasson. Romanen är hans debutroman. Boken blev 2010 års mest sålda bok i Sverige, och sålde i cirka 617 000 exemplar varav drygt 500 000 i pocket. Boken vann även Iris Ljudbokspris för Årets bästa ljudbok 2010. Pocketversionen utkom i april 2010, och hamnade snabbt på förstaplats på pockettoppen hos bland annat Bokus, Pocket Shop och Bokia.

## Handling
Allan Karlsson skall fylla hundra år, och på hans födelsedag är det fest på ålderdomshemmet. Både kommunalrådet och lokaltidningen är inbjudna. Trots sin imponerande ålder är Allan pigg, och eftersom han inte är så intresserad av kalaset, kliver han istället ut genom fönstret och försvinner sedan iväg på mängder av äventyr. Bland annat blir han ombedd att vakta en väska, som han sedan råkar få med sig och han får plötsligt både poliser och knarklangare efter sig.
Parallellt med de äventyr Allan råkar ut för efter rymningen berättas även Allans livshistoria, fylld med andra äventyr. Han äter middag med den blivande presidenten Harry S. Truman, liftar med Winston Churchill, åker flodbåt med Mao Zedongs fru och vandrar i flera månader över Himalaya.

## Filmatisering
Boken har filmatiseras i regi av Felix Herngren. Filmen hade premiär på juldagen 2013.